# دوز جذبی

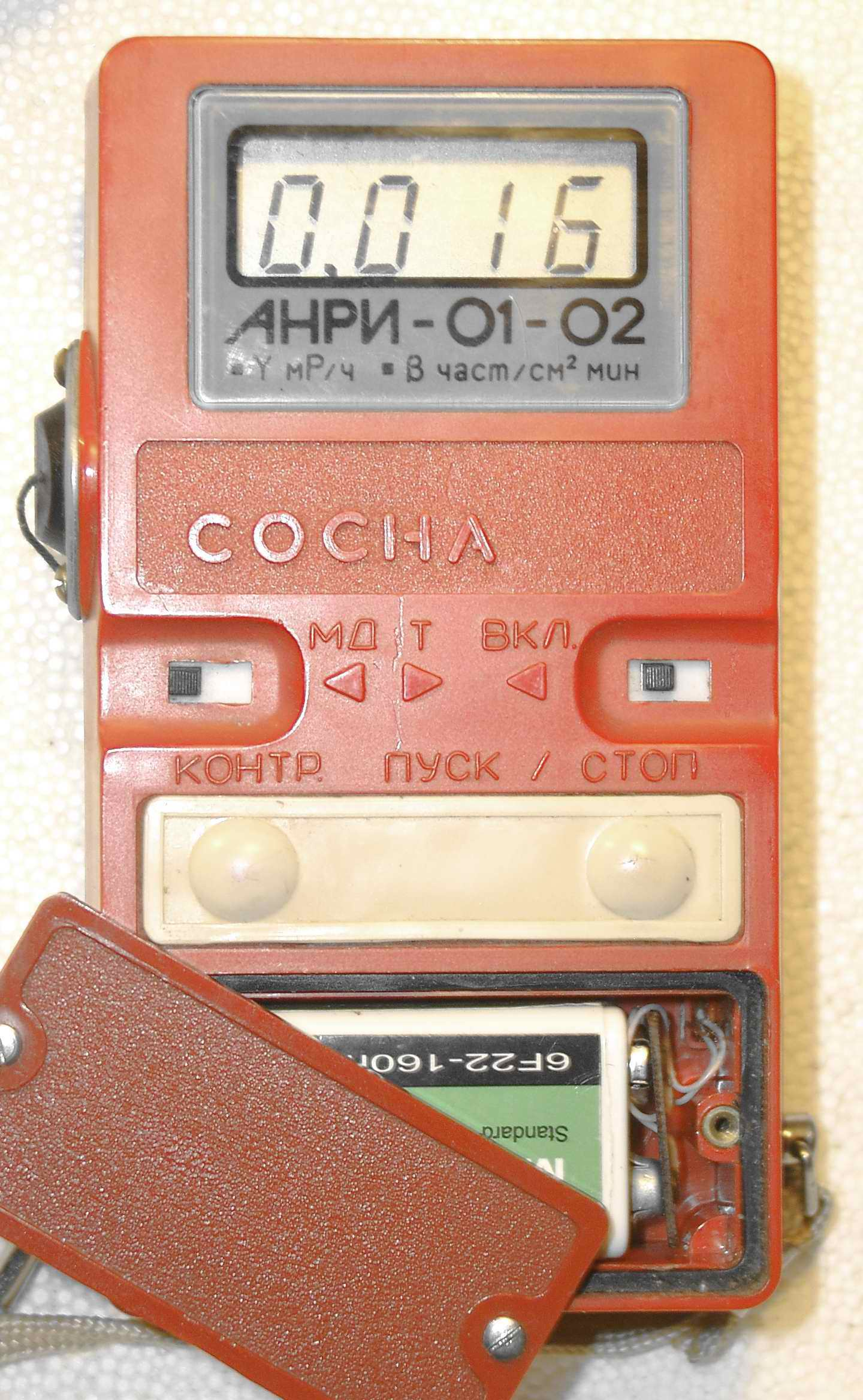
یک دستگاه دزسنج.

دوز جذبی یا دُز جذبی (به انگلیسی: Absorbed dose) کمیتی در فیزیک پزشکی است. بر طبق تعریف، انرژی جذب شده از پرتو را بر واحد جرم ماده جذب‌کننده دز جذبی گویند.
{\displaystyle \ \mathrm {D} =\ {\frac {\mathrm {E} }{\mathrm {m} }}}
یکای SI آن گری است که همان ژول بر کیلوگرم است.
در پزشکی دز جذبی یا دز دریافتی به مقدار داروی دریافت‌شده در هر وعده از سوی بیمار هم گفته می‌شود.